# Garadaghli (Khojavend)
Varanda est un village d'Azerbaïdjan situé dans le raion de Khojavend, dans la zone disputée du Haut-Karabagh. Elle compte 70 habitants en 2005.